# Sukmanikha
Sukmanikha (en rus: Сукманиха) és un poble de l'óblast de Vladímir, a Rússia, segons el cens del 2010 tenia 46 habitants. Pertany al districte municipal de Iúriev-Polski. Pertany al districte municipal de Koltxúguino.